# Степнов, Василий Никитович
Василий Никитович Степнов (6 июня 1930, Московская область — 1 марта 1999, Раменское, Московская область) — советский организатор производства. Директор, генеральный директор Раменского приборостроительного завода Министерства авиационной промышленности СССР, производственного объединения «РПЗ», АО «РПЗ» в 1972—1993 годах. Заслуженный работник промышленности СССР (1990). Почётный гражданин города Раменское.

## Биография
Родился 6 июня 1930 года в селе Протекино Зарайского района Московской области в многодетной семье (11 детей).
В годы Великой Отечественной войны подростком трудился наравне со взрослыми: зимой в лесу пилил дрова, выполнял много другой работы. В 1944 году был награждён своей первой наградой — медалью «За трудовое отличие». После окончания в 1952 году Московского авиационного технологического института (МАТИ) в 1953 году пришел на завод № 149 Министерства авиационной промышленности СССР (в 1957—1963 годах — Московского областного, а в 1963—1965 годах — Московского совнархоза) в городе Раменское Московской области, который позднее получил открытое наименование — Раменский приборостроительный завод (РПЗ). На данном предприятии проработал 40 лет, пройдя путь от начальника бюро цехового контроля, главного инженера завода, а затем в течение более 20 лет – директора РПЗ. В 1953—1965 годах — начальник цехового бюро технического контроля, начальник эксплуатационно-ремонтной службы, главный контролёр завода № 149. В 1965—1968 годах — заместитель главного инженера РПЗ, а в 1968—1972 годах — главный инженер РПЗ. На должность директора был выдвинут в 1972 году заводским коллективом.
В 1972—1986 годах — директор Раменского приборостроительного завода Министерства авиационной промышленности СССР.
Став директором РПЗ, продолжал работу своих предшественников и наставников — М. Л. Михалевича, И. А. Симагина, и за годы директорства много сделал для расширения предприятия, совершенствования технологических процессов, повышения культуры производства и воспитания трудового коллектива. С начала 1970-х до начала 1990-х годов завод был передовым среди предприятий своей отрасли и стал градообразующим предприятием: были построены десятки жилых многоэтажных домов, профилакторий, плавательный бассейн, три детских комбината, Станция юного техника и производственно-техническое училище № 123 (ныне — Раменский колледж), расширена поликлиника. Василий Никитович, как человек огромного обаяния, высокой духовной культуры, отзывчивый, чуткий и скромный человек пользовался заслуженным уважением и любовью работников завода и горожан.
Указом Президиума Верховного Совета СССР от 25 марта 1974 года за успехи в выполнении и перевыполнении планов 1973 года и принятых социалистических обязательств директор Раменского приборостроительного завода Министерства авиационной промышленности СССР В. Н. Степнов награждён орденом Октябрьской Революции. Двумя месяцами ранее по итогам 1973 года (третьего, решающего года девятой пятилетки) звания Героя Социалистического Труда был удостоен токарь РПЗ В. С. Корешев.
Указом Президиума Верховного Совета СССР от 10 марта 1981 года за успехи, достигнутые в выполнении заданий десятой пятилетки (1976—1980), директор Раменского приборостроительного завода Министерства авиационной промышленности СССР В. Н. Степнов награждён орденом Ленина.
В марте 1986 года в ознаменование 60-летия города Раменское и за большой вклад в его развитие В. Н. Степнову было присвоено звание «Почётный гражданин города Раменское».
В 1986—1992 годах — генеральный директор производственного объединения «РПЗ» Министерства авиационной промышленности СССР. Продолжил руководить предприятием и после его акционирования. В 1992—1993 годах — генеральный директор АО «РПЗ».
С 1993 года — на пенсии.
Жил и работал в городе Раменское. Умер 1 марта 1999 года. Похоронен на Центральном межпоселенческом кладбище города Раменское.
Заслуженный работник промышленности СССР (08.01.1990, нагрудный знак № 9).
Почётный гражданин города Раменское (1986). Почётный ветеран РПЗ.

## Награды
- орден Ленина (10.03.1981);
- орден Октябрьской Революции (25.03.1974);
- орден Трудового Красного Знамени (29.08.1969);
- медали.

## Память
В 2003 году в городе Раменское на улице Михалевича в небольшом сквере был установлен бронзовый бюст В. Н. Степнова.